# ジェブ・ブッシュ
ジェブ・ブッシュ（Jeb Bush）、本名ジョン・エリス・ブッシュ（John Ellis Bush、1953年2月11日 - ）は、アメリカ合衆国の政治家。フロリダ州知事（第43代）。アメリカ新世紀プロジェクト会員。所属政党は共和党。父は第41代アメリカ合衆国大統領のジョージ・H・W・ブッシュ、兄は第43代アメリカ合衆国大統領のジョージ・W・ブッシュ、弟は実業家のニール・ブッシュである。
通称の「ジェブ」は、フルネームの頭文字（John Ellis Bush）に由来する。

## 生い立ち

1964年、ヒューストンで撮影されたブッシュ一家

1953年2月11日にテキサス州ミッドランドに誕生し、1959年に同州ヒューストンに移り住む。
1959年、フィリップス・アカデミーに入学。学校ではテニス部のキャプテンをしていたが、学業の成績は悪く、時折マリファナを吸引するなどの面も見られた。17歳の時に、学生交流の一環としてメキシコ・レオンの学校で英語の講師を務めた。また、メキシコ滞在中に妻となるコルンバ・ガルニカ・ギャロと出会い、1974年2月23日に結婚した。
1971年、フィリップス・アカデミーを卒業した。彼の家族の多くはイェール大学に通っていたが彼はテキサス大学オースティン校に入学。大学ではラテンアメリカ文学を専攻し、2年半の課程を修了して1973年に卒業した。
大学卒業後、テキサス商業銀行に入行。1977年11月に、新設されたベネズエラ・カラカス支店の支店長に就任した。
1980年アメリカ合衆国大統領選挙では、立候補した父の選挙スタッフとして活動した。選挙戦終了後、ブッシュ一家はフロリダ州へ移り住む。移住後、ジェブはキューバ移民でコンピュータ関連事業で財を成したアルマンド・コディーナと共に不動産業を始める。最終的に不動産会社は南フロリダ有数の大手企業に成長し、ジェブは共同経営者として企業利益の40%を報酬として得ていた。

## フロリダ州での政治活動

### 商務長官
1980年代にマイアミ・デイド郡の共和党議長に就任し、政治家としての活動を始める。1986年のフロリダ州知事選挙では共和党候補のボブ・マルティネスの当選に尽力し、その見返りとして1987年1月6日にフロリダ州商務長官に任命された。在任中はキューバ人亡命者を擁護してキューバへの禁輸措置を支持したが、1988年アメリカ合衆国大統領選挙で再び父の選挙スタッフを務めるために、商務長官を辞任した。
1990年、キューバ系移民のイリアナ・ロス・レイティネンのキャンペーンマネージャーを務めた。

### 州知事

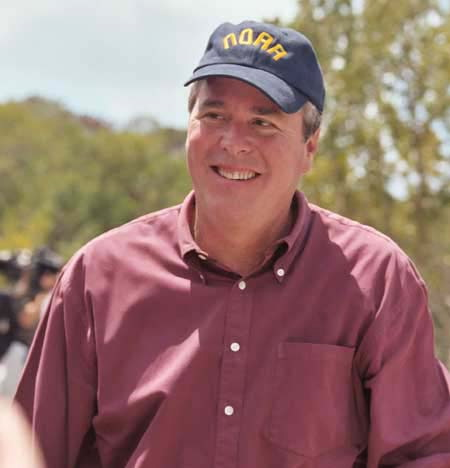
2004年5月17日、フロリダ州でのアースデイのイベントに参加するジェブ

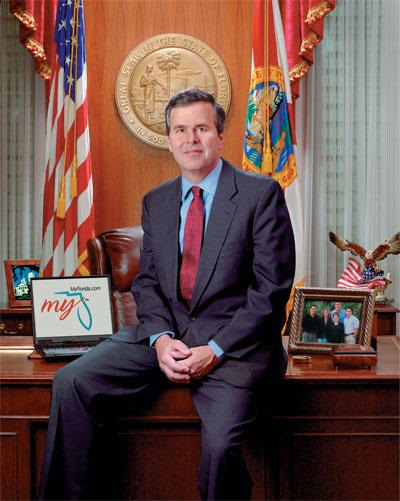
知事としてのポートレート

1994年、フロリダ州知事選挙に出馬するが、討論会でのアフリカ系アメリカ人についての発言が波紋を呼び、得票率が伸び悩み落選した。落選後はヘリテージ財団の役員を務め、コディーナとの共同経営を続けると同時に、実業家のT・ウィリアム・フェアと共にフロリダ州初のチャーター・スクール設立に尽力した。
1998年、知事選に再出馬し55.3%の得票を獲得。民主党候補のバディ・マッケイを破り当選し、1999年1月5日に就任した。ジェブはヒスパニック系住民の61%の支持を集めたが、1994年の選挙時の発言が尾を引き、アフリカ系アメリカ人からは14%の支持しか得られなかった。2002年の州知事選では56%の得票を獲得し、民主党候補のビル・マクブライトを破り再選。2002年の選挙ではユダヤ人住民の44%の支持を集め、女性票も多く獲得したが、アフリカ系アメリカ人の支持は8%に留まり、1998年の選挙時を大きく下回った。
ジェブは、2007年に退任するまで終始高水準の支持率を維持した。在任中は後に全米で広がることになる2005年の正当防衛法の制定や1999年のアファーマティブ・アクションの廃止、兄ブッシュがテキサス州知事時に定めた上位10%法と似た上位20%法の制定などを行った。
就任後、ジェブはフロリダ州の教育改革のために「A+プラン」を策定し、フロリダ州の学校の試験を段階的に厳しい基準に移行させた。この結果、2005年までの間に学生の教育における国立評価で、フロリダ州の学生のスコアは11ポイント増加した。また、教育バウチャーとチャーター・スクールの普及にも熱心で、学習障害のある学生の修学を援助するためにマッケイ奨学金制度とA+機会奨学金制度を新設したが、私立学校への制度導入が「政教分離原則に反する」として反発を呼び（アメリカの私立学校は大半が宗教学校である）、2006年に裁判所によってこの制度は無効とされた。

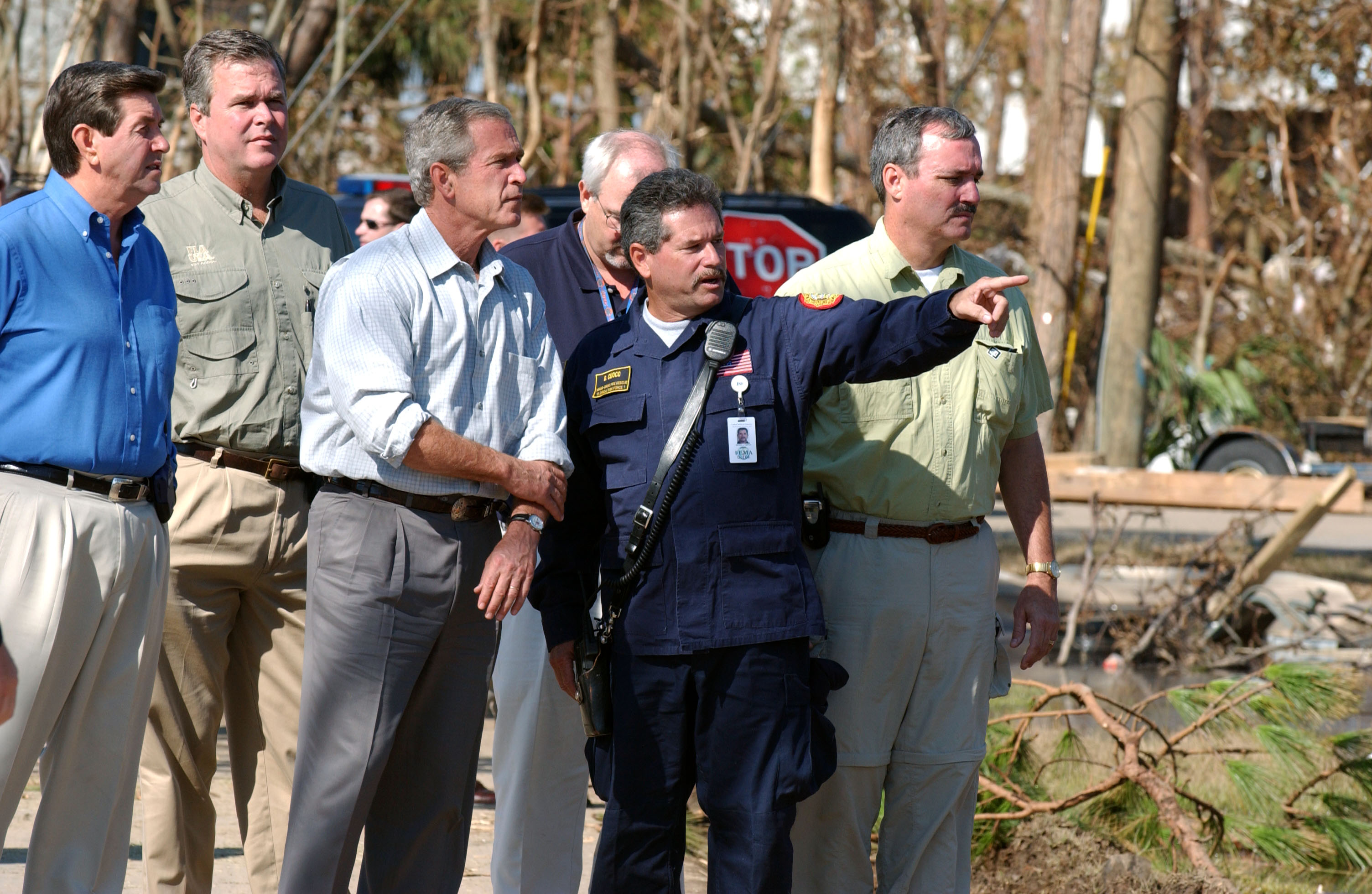
2004年9月19日、ハリケーン・アイバンによる被害状況を視察するジョージ（左から3人目）とジェブ（左から2人目）

医療改革にも着手し、インターネット上で病院の感染症や合併症の治療結果を公表する法案を可決させた。一方、同性婚や妊娠中絶には反対の立場で、未成年者の中絶には親の同意を必要とする法案を支持し、強姦被害を受け妊娠した女性の胎児には、新たに保護者を任命することを要求した。
2000年アメリカ合衆国大統領選挙において、フロリダ州における票の再集計を民主党候補のアル・ゴアが求めて訴訟を起こし、州の最高裁判所はゴアの要求を認めたが、ジェブは再集計について消極的な姿勢を示し、合衆国最高裁判所もゴアの要求を却下した。合衆国最高裁の決定により、ジョージ・W・ブッシュの当選が確定。民主党支持者らは、ジェブが兄ジョージに有利になるように便宜を図り、不正選挙を行ったと主張している（映画監督のマイケル・ムーアも『華氏911』の中でこの疑惑を拡散している）。
2015年3月14日、州知事時代に個人用メールアドレスを使用して治安情報のやり取りを行っていたことが発覚した。ジェブは国務長官時代に同様の問題を起こしたヒラリー・クリントンを批判していたが、ジェブの側近は「機密情報は含まれておらず、メールでやり取りされた内容の大半は報道されたもの」と反論している。

## 経済活動
2006年5月、NFLのコミッショナー候補として名前が挙がったが、「州知事の職務に専念したい」として辞退し、代わってロジャー・グッデルがコミッショナーに就任した。
2007年4月、テネット・ヘルスケアの役員に就任し、5月にはプライベート・エクイティ・ファンドの相談役としてリーマン・ブラザーズの経営に参加した。また、同時期にイノヴィダ、スウィッシャー衛生、レイオニアの役員とバークレイズの顧問を務め、イノヴィダが経営破綻した際にはコンサルタント料として受け取っていた27万ドルを返却している。
2012年から2015年にかけてバーバラ・ブッシュ財団の共同理事長を務めていた。

## 上院議員選挙
2008年、メル・マルティネスの引退宣言を受け、2010年のアメリカ上院議会議員選挙にフロリダ州からの出馬を検討したが、2009年1月に不出馬を表明し、代わって立候補したマルコ・ルビオを支持した。

## 大統領選挙

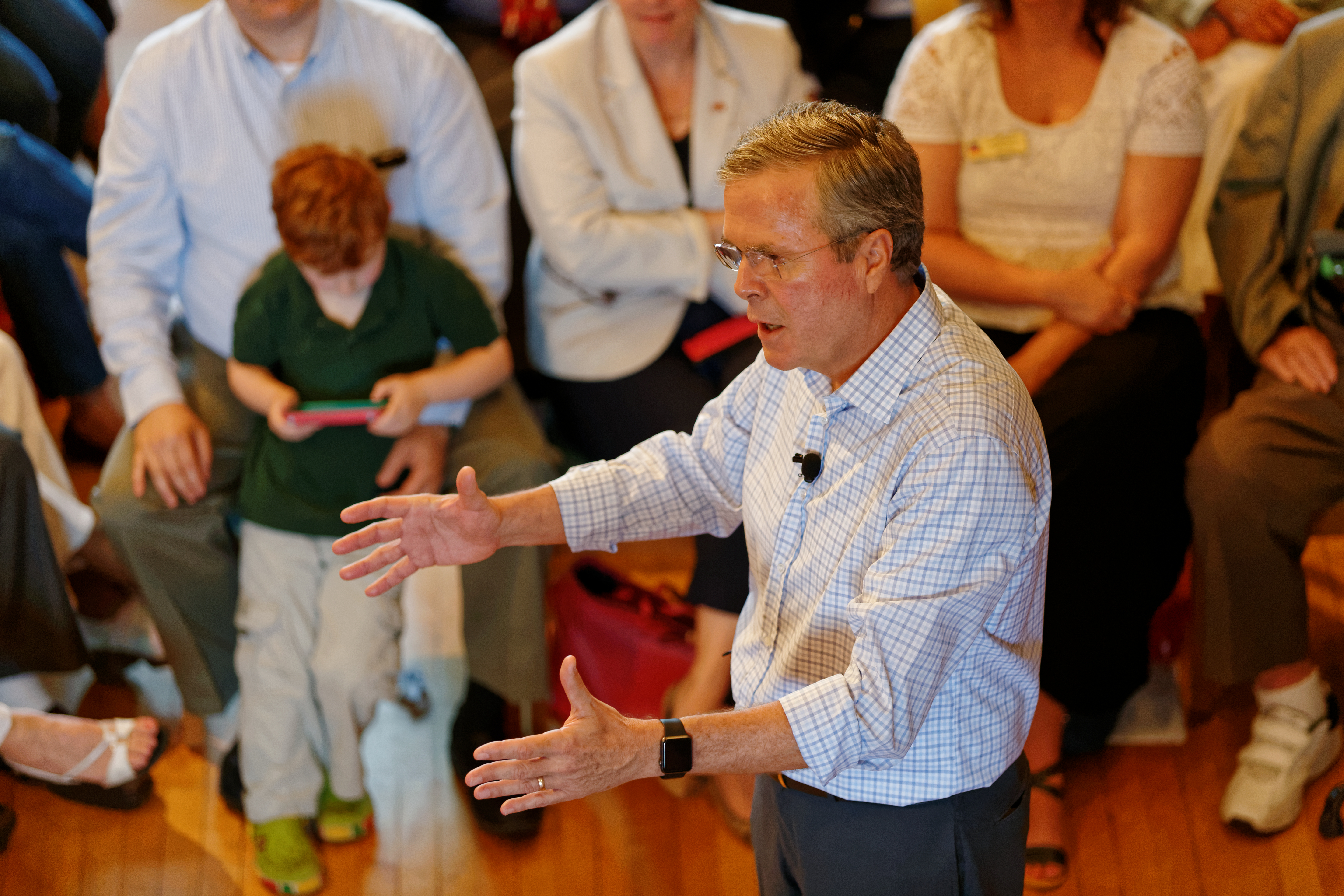
2015年6月15日、大統領選挙への出馬を表明するジェブ

2012年アメリカ合衆国大統領選挙において、マイノリティの支持で劣勢に立たされたミット・ロムニーが現職バラク・オバマに敗れたことから、2016年アメリカ合衆国大統領選挙で3連敗を回避して政権奪還が課題の共和党では知名度・実績に加え、夫人がヒスパニックでマイノリティの支持が期待できるジェブの待望論が挙がり、当初は世論調査でも共和党候補では支持率1位を獲得していた。
2014年10月2日には、兄ジョージが「弟は大統領になりたがっている」と発言し、ジェブに出馬を促したが、ジェブの広報担当は「彼は大統領候補ではなく実業家」とコメントしていた。12月16日、自身のFacebookで2016年大統領選挙への出馬を事実上表明し、2015年1月には政治活動委員会を立ち上げた。また、大統領選挙に向けてパレオダイエットを実践し、減量に成功した。5月31日にはCBSの番組で、過激派組織ISILに対するオバマ政権の姿勢を批判し、空爆目標の選定やイラク軍の訓練のためにアメリカ軍をイラクに派遣するべきと発言した。なお、ジェブは中東イスラエル政策の最高顧問に兄ジョージを任命している。
6月15日、フロリダ州で開かれた集会で2016年大統領選挙への出馬を正式表明した。共和党予備選挙開始後は兄ジョージが応援に駆け付けるなど選挙戦を展開したものの支持率が伸び悩み、2016年2月20日に大統領選挙からの撤退を表明した。

## 人物

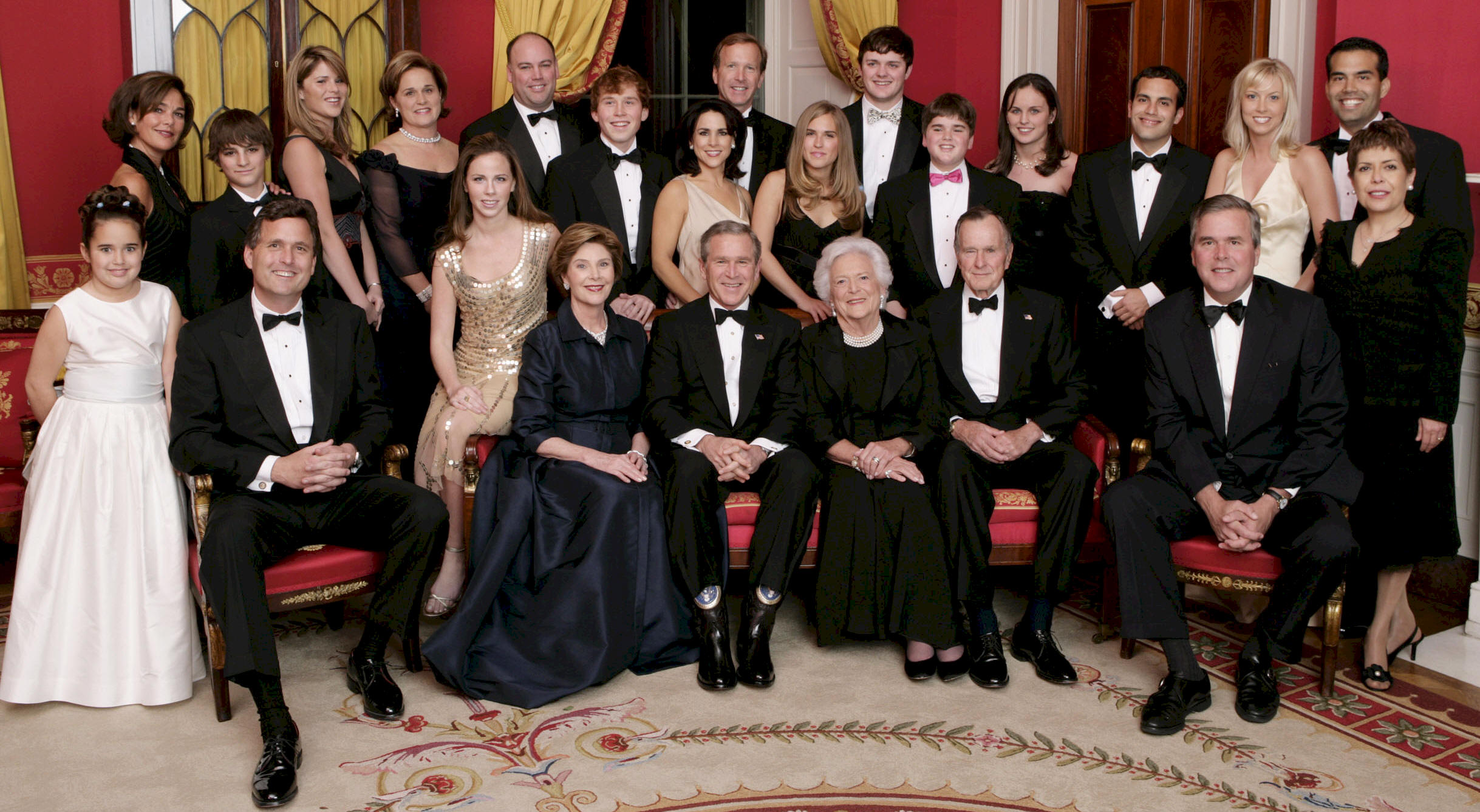
2005年のブッシュ家（前列右端がジェブ）

政治家としてのキャリアは兄ジョージに遅れをとっているが、政治手腕は兄よりも優れていると評価されており、「ブッシュ家の最高傑作」と言われている。政治的には穏健派とされており、そのためティーパーティー運動などの保守強硬派からは批判を受けることもある。
妻コルンバとの間に2男1女をもうけ、3人の孫がいる。長男(第1子)のジョージ・P・ブッシュは、弁護士及び実業家であるとともに、2014年にテキサス州土地管理局長官に就任している。コルンバがメキシコ人であるためスペイン語にも堪能であり、公式の記者会見は英語・スペイン語の両方で行っている。次男(第3子)は、自身と同姓同名の「ジェブ・ブッシュ」と命名されたため、ジェブ・ブッシュ・ジュニアとなっている。
信仰している宗教はカトリック。元々は米国聖公会の信者だったが、1995年に改宗した。また、2004年にはコロンブス騎士団の第4騎士になった。